# 阿格妮丝·蒂罗普
阿格妮丝·杰贝特·蒂罗普（Agnes Jebet Tirop，1995年10月23日—2021年10月13日）是肯尼亚职业长跑运动员，主要参加了5000米和越野跑比赛。在2015年国际田联世界越野锦标赛上，她成为继左拉·巴德之后历史上第二年轻的女子比赛金牌获得者。她曾在世界越野赛和世界青年田径锦标赛中获得过青少年级别的奖牌。她也是2014年非洲越野锦标赛的青少年冠军。她的5000米最好成绩是14:50.36分钟。她在2017年和2019年世界田径锦标赛上赢得了10000米项目的铜牌.。在她2021年去世时，她是10公里女子唯一项目的世界纪录保持者。
2021年10月13日，蒂罗普在家中被其丈夫易卜拉欣·伊曼纽尔·罗蒂奇刺死。

## 职业生涯
蒂罗普于2012年首次在国家级比赛中崭露头角，当时她在肯尼亚越野锦标赛上获得世界青年冠军菲斯·基皮耶贡的亚军。这使她在2012年非洲越野锦标赛上首次入选国家队并获得国际奖牌；在那里，她再次获得了基普耶贡的亚军，并获得了青少年银牌。